# Prettin
Prettin – dzielnica miasta Annaburg w Niemczech, w kraju związkowym Saksonia-Anhalt w powiecie Wittenberga
Do 31 grudnia 2010 Prettin był samodzielnym miastem, należącym do wspólnoty administracyjnej Annaburg-Prettin.